# Hacıömerderesi, Bigadiç
Hacıömerderesi là một xã thuộc huyện Bigadiç, tỉnh Balıkesir, Thổ Nhĩ Kỳ. Dân số thời điểm năm 2010 là 283 người.